# Колонос
37°59′45″ пн. ш. 23°42′55″ сх. д. / 37.99583333° пн. ш. 23.71527778° сх. д.
Колонос (грец. Κολωνός) — район у західній частині Афін.
Колонос межує із районами Академія Платона та Сеполія. На заході обмежений проспектом Кіфіссіас. Через район прокладено дві лінії Афінського метрополітену, а також на його території розташована Афінський залізничний вокзал. Сучасний Колонос — густонаселений район. Інтенсивну забудову ведено упродовж 1960—1970-х років.

## Гіппій Колонос
В античну добу на цій території існував дем Гіппій Колонос, який вважався найбільш аристократичним серед усіх демів полісу Стародавніх Афін, що виріс на берегах річки Кефісс, вздовж якого побудовано сучасний проспект Кіфіссіас. Збереглась агора стародавнього Колоноса - пагорб на північному заході Афінської агори, на якому зараз стоїть Храм Гефеста.
Згідно з давньогрецькою міфологією, в межах Гіппія Колоноса існували храм Посейдона та Священний гай Ериній, у якому, за переказом, був похований цар Едіп. Храм і гай були спалені під час руйнування Афін римлянами в ході, так званої, Хремонідової війни в 3 столітті до н. е. Цьому міфові присвячена одна з трьох фіванських п'єс «Едіп із Колона» Софокла, який сам народився у Гіппії Колоносі.